# Jakob Trapp
Jakob Trapp (* 23. Juni 1895 in Markt Erlbach; † 30. Januar 1986 in Tutzing) war ein deutscher Komponist und Musikpädagoge. 
Trapp bekam seine musikalische Ausbildung in Nürnberg und München. Er studierte Dirigieren, Komposition und Violine u. a. bei Walter Courvoisier an der Hochschule für Musik und Theater München. 
Mit 32 Jahren gründete Trapp 1927 in München die Private Trapp'sche Musikschule; fünf Jahre später wurde diese in Trapp'sches Konservatorium der Musik umbenannt. 1962 übernahm die Landeshauptstadt München die Trägerschaft und nach Konsolidierung und Umstrukturierung wurde es als Richard-Strauss-Konservatorium mit Erfolg weitergeführt, bis dieses in die Hochschule für Musik und Theater integriert wurde. Danach gab Trapp alle schulischen Verpflichtungen auf und zog sich ins Privatleben zurück. 

## Ehrungen
- 1977: Verdienstkreuz 1. Klasse der Bundesrepublik Deutschland

## Werke (Auswahl)
- 3 Symphonien
- Violinkonzerte
- Kammermusik
- Für werdende Geiger. Ein Unterrichtswerk auf neuzeitlicher Grundlage für Einzel- und Gruppenunterricht. Verlag Müller, Heidelberg 1956. 2 Bde., Nachdr. d. Ausg. Heidelberg 1940